# Боррелло
Боррелло (італ. Borrello) — муніципалітет в Італії, у регіоні Абруццо, провінція К'єті.
Боррелло розташоване на відстані близько 155 км на схід від Рима, 90 км на південний схід від Л'Аквіли, 50 км на південь від К'єті.
Населення — 365 осіб (2014).
Щорічний фестиваль відбувається 13 червня. Покровитель — Sant'Antonio di Padova.

## Демографія
Населення за роками:

Станом на 1 січня 2023 року в муніципалітеті офіційно проживало 9 іноземців з 3 країн, серед них 8 громадян країн Євросоюзу.

## Сусідні муніципалітети
- Чивіталупарелла
- Фалло
- Пескопеннатаро
- Куадрі
- Розелло
- Сант'Анджело-дель-Песко
- Вілла-Санта-Марія